# أرت هسو
أرت هسو (بالإنجليزية: Art Hsu)‏ هو ممثل أمريكي، ولد في 19 يناير 1975 في الولايات المتحدة.

## وصلات خارجية
- أرت هسو على موقع IMDb (الإنجليزية)
- أرت هسو على موقع قاعدة بيانات الفيلم (الإنجليزية)